# Andrew Viterbi
Andrea Viterbi devenu après sa naturalisation américaine Andrew James Viterbi (né à Bergame en Lombardie le 9 mars 1935) est un ingénieur et entrepreneur américain d'origine italienne.
Il est connu pour être l'inventeur de l'algorithme de Viterbi ainsi que pour être l'un des cofondateurs de l'entreprise de télécommunications Qualcomm.

## Biographie
Andrea Viterbi émigre avec ses parents juifs aux États-Unis en 1939.
Il fait ses études d'ingénierie électrique au Massachusetts Institute of Technology entre 1952 et 1957, puis son Ph.D. à l'université de Californie à Los Angeles.